# Psychrophila
Psychrophila — рід грибів родини Helotiaceae. Назва вперше опублікована 2015 року.